# История на Соломоновите острови
Откривайки Соломоновите острови през 1568 г., А̀лваро де Менда̀ня де Нѐйра установява, че на тях има много злато и решава, че те са част от легендарната страна на цар Соломон. Така архипелагътк получава името Соломонови острови.
Тъй като на островите е широко разпространен канибализмът, европейците не посмяват да ги завладеят. Островите са колонизирани едва през 1893 г. Поделени са между Великобритания и Германия.
През 1975 г. Папуа-Нова Гвинея получава независимост, като германската част (островите Бугенвил и Бука) влизат в състава на новата държава.
През 1978 г. британската част от островите става независима държава, наречена Соломонови острови, но без да включва Бугенвил и Бука.